# Hóquei sobre a grama nos Jogos Sul-Americanos de 2018
O hóquei sobre a grama foi disputado nos Jogos Sul-Americanos de 2018 em sua sede principal, a cidade de Cochabamba, na Bolívia. O local das partidas foi o Estádio Félix Capriles, nos seus campos auxiliares.
Nesta oportunidade, ocorreu a terceira vez na qual este desporto fez parte do programa dos Jogos. As primeiras foram disputadas em Buenos Aires-2006 e Santiago-2014.
As equipes participantes foram divididas em dois grupos com partidas entre si, dentro das chaves, na qual os dois melhores de cada avançaram para as semi-finais, enquanto as demais seleções foram para o crossover de disputa do quinto ao oitavo lugar. As equipes que chegaram nas finais, em ambas as modalidades, asseguraram presença nos Jogos Pan-Americanos de 2019, que serão celebrados na cidade de Lima, capital do Peru. Caso a seleção peruana avançasse até a disputa pelo ouro, a medalhista de bronze ficaria com a segunda vaga direta.

## Calendário
Segue-se, abaixo, o calendário dos Jogos Sul-Americanos de 2018, com as datas pertinentes às partidas do hóquei sobre a grama destacadas.
| Datas              | Sáb 26 | Dom 27 | Seg 28 | Ter 29 | Qua 30 | Qui 31 | Sex 1 | Sáb 2 | Dom 3 | Seg 4 | Ter 5 | Qua 6 | Qui 7 | Sex 8 |
| ------------------ | ------ | ------ | ------ | ------ | ------ | ------ | ----- | ----- | ----- | ----- | ----- | ----- | ----- | ----- |
| Hóquei sobre grama |        |        |        |        |        |        |       |       |       |       |       | M     | F     |       |

|  | Dias de competição |  | Dias das finais |

## Participantes
Esta edição dos Jogos Sul-Americanos apresentou um recorde no total de equipes que competiram no hóquei sobre a grama. Ao todo, foram quinze seleções na disputa, representando um total de oito países. Foram elas:
| - ARG Argentina (32) - BOL Bolívia (32) - BRA Brasil (32) - CHI Chile (32) | - PAR Paraguai (32) - PER Peru (32) - URU Uruguai (32) - VEN Venezuela (16) |

Foi a primeira competição oficial internacional deste desporto no qual a Bolívia se fez presente.

## Medalhistas
Segue-se, abaixo, os medalhistas das seleções que subiram ao pódio em ambas as modalidades.
| Evento             | Ouro | Prata | Bronze |
| ------------------ | --- | --- | --- |
| Masculino detalhes | Agustín Bugallo Alan Andino Federico Moreschi Gonzalo Merino Gustavo Federico Gómez Ian Rothbart Juan Catan Lautaro Córdoba Manuel Sacchetti Marc Ganly Martín Ferreiro Nicolás Garrone Nicolás Acosta Tomás Bettaglio Tomás Santiago Tomás Rodríguez Larrinaga ARG Argentina          | Adrián Henríquez Axel Troncoso Esteban Krainz Felipe Renz Fernando Renz Ignacio Contardo Jaime Zarhi José Hurtado Juan Ignacio Amoroso Juan Pablo Purcell Martín Rodríguez Ducaud Matías Esparza Nicolás Renz Ricardo Achondo Sven Richter Vicente Tarud CHI Chile                                     | Anderson Gonçalves da Silva André Patrocínio Bruno Paes Bruno Mendonça Fábio Santana Joaquín Lopez Lucas Paixão Matheus Ferreira Matheus Francisco Matheus Oliveira Patrick van der Heijden Paulo Rigueira Paulo Batista Junior Rodrigo Faustino Vinicius Vaz Yuri van der Heijden BRA Brasil |
| Feminino detalhes  | Agostina Alonso Agustina Albertarrio Agustina Gorzelany Bárbara Borgia Bárbara Dichiara Camila Machín Catalina Labake Julieta Jankunas Magdalena Fernández Azul Rossetti Pilar Campoy Mariana Scandura Milagros Fernández Priscila Jardel Sofía Toccalino Victoria Sauze ARG Argentina | Anastasia Olave Barbara Petrik Camila Mulet Constance Schmidt-Liermann Jimena García Kaisuami Dall'Orso Lucía Castro Saenz Lucía Lamberti Agustina Nieto Agustina Taborda Cecilia Casarotti María Josefina Esposto María Soledad Villar María Teresa Viana Matilde Kliche Milagros Algorta URU Uruguai | Agustina Solano Camila Caram Catalina Yáñez Claudia Schüler Constanza Palma Denise Krimerman Fernanda Flores Francisca Tala Josefa Salas Josefa Villalabeitia Josefina Cambiaso Kim Jacob Manuela Urroz María Maldonado Paula Valdivia Sofía Filipek CHI Chile                                |

## Quadro de medalhas
Segue-se, abaixo, o quadro final de medalhas, com a somatória de ambas as modalidades.
| Ordem | País          | Medalha de ouro | Medalha de prata | Medalha de bronze | Total | Ordem por total |
| ----- | ------------- | --------------- | ---------------- | ----------------- | ----- | --------------- |
| 1     | ARG Argentina | 2               |                  |                   | 2     | 1               |
| 2     | CHI Chile     |                 | 1                | 1                 | 2     | 1               |
| 3     | URU Uruguai   |                 | 1                |                   | 1     | 3               |
| 4     | BRA Brasil    |                 |                  | 1                 | 1     | 3               |
| TOTAL | TOTAL         | 2               | 2                | 2                 | 6     | —               |